# Зыряновка (Алтайский край)
Зыряновка — село в Заринском районе Алтайского края России. Административный центр Зыряновского сельсовета.

## История
Зыряновка была основана в 1710 году. В 1899 году в деревне Зырянской, относящейся к Мариинской волости Барнаульского уезда, имелось 162 двора (161 крестьянский и 1 некрестьянский) и проживало 1040 человек (510 мужчин и 530 женщин). Функционировали школа грамоты, торговая лавка и частное питейное заведение.
По состоянию на 1911 год Зыряновка включала в себя 194 двора. Население на тот период составляло 1258 человек.

В 1926 году в деревне имелось 242 хозяйства и проживало 1350 человек (647мужчин и 703 женщины). Функционировали школа I ступени и лавка общества потребителей. В административном отношении Зыряновка являлась центром сельсовета Чумышского района Барнаульского округа Сибирского края.

## География
Село находится в северо-восточной части Алтайского края, на правом берегу реки Мостовая, на расстоянии примерно 5 километров (по прямой) к юго-востоку от города Заринск, административного центра района. Абсолютная высота — 236 метров над уровнем моря.

Климат умеренный, континентальный. Средняя температура января составляет −17,7 °C, июля — +19,2 °C. Годовое количество атмосферных осадков — 450 мм.

## Население
| 1997 | 1998 | 1999 | 2000 | 2001 | 2002 | 2003 |
| ---- | ---- | ---- | ---- | ---- | ---- | ---- |
| 553  | ↘511 | ↗514 | ↘508 | ↘504 | ↘488 | ↘473 |
| 2004 | 2005 | 2006 | 2007 | 2008 | 2009 | 2010 |
| ↘464 | ↘443 | ↘435 | ↘430 | ↘417 | ↘387 | ↗399 |
| 2011 | 2012 | 2013 |      |      |      |      |
| ↘392 | ↘370 | ↘355 |      |      |      |      |

Согласно результатам переписи 2002 года, в национальной структуре населения русские составляли 86 %.

## Инфраструктура
В селе функционируют общая общеобразовательная школа, фельдшерско-акушерский пункт (филиал КГБУЗ «Центральная городская больница г. Заринск»), дом культуры и отделение Почты России.

## Улицы
Уличная сеть села состоит из шести улиц и одного переулка.